# Т17
Т17 (заводское обозначение) — проект перспективного восьмиосного тепловоза мощностью 2000 л.с. с электрической передачей, разработанный в конце 1930-х в конструкторском бюро Коломенского завода. В металле воплощён не был.

## Разработка
В 1937 году НКПС СССР прекратил заказ тепловозов Ээл, поэтому Коломенский завод выпускал последние теперь лишь как передвижные электростанции. Однако коллектив в конструкторском бюро данного завода, тем не менее, продолжал разрабатывать новые типы тепловозов.
В 1938 году инженеры П. В. Якобсон и М. М. Козловский представили эскиз шестиосного тепловоза (осевая формула 1 + 20−20 + 1) мощностью 1600 л.с. и в конструкции которого был учтён весь накопившийся к тому времени опыт постройки и эксплуатации всех советских тепловозов. На основе этого проекта были разработаны несколько эскизных проектов тепловозов, в которых рассматривались такие важные вопросы, как выбор типа дизеля, его размещение на раме и общая компоновка. Тепловозы рассчитывались для эксплуатации в первую очередь на участках, испытывающих сложности с водоснабжением и потому обслуживаемых конденсаторными паровозами СОк. Так как проектируемые тепловозы должны были заменить СОк и при этом повысить скорости и вес поездов, то применяемые на них силовые установки должны были иметь выходную мощность не менее 2000 л.с. Но дизелей такой мощности и с подходящими для применения на локомотивах массогабаритными параметрами в то время в мире не существовало, а их разработка потребовала бы значительного времени, что отодвинуло бы сроки постройки тепловозов. Тогда конструкторы решили применить на тепловозе несколько двигателей 38КФ8 мощностью 600 л.с. при 600 об/мин, серийно выпускавшихся Коломенским заводом, а также модификацию данного двигателя — 38КФН8 мощностью 1000 л.с. при 600 об/мин. В результате появились два проекта тепловозов мощностью 2000 л.с.: односекционный Т16 типа 1-30—30-1 (две четырёхосные тележки с крайними поддерживающими осями, либо две трёхосные тележки с бегунками) и двухсекционный Т17 типа (1-10—20)+(20—10-1) (в книге Якобсона неверно указан тип (20—20)+(20—20)).
В результате подробного рассмотрения обоих вариантов был отклонён проект Т16, так как выявились его сложность и затруднённое обслуживание. Поэтому конструкторы сосредоточились на проекте тепловоза Т17.

## Описание
Тепловоз проекта Т17 состоял из двух четырёхосных секций, каждая из которых опиралась на две двухосные тележки. Движущими осями являлись три оси каждой секции, а крайние оси (со стороны кабины машиниста) являлись поддерживающими. На каждой секции планировалась установка одного дизеля 38КФН8. Это был четырёхтактный бескомпрессорный восьмицилиндровый дизельный двигатель с предкамерным распылением топлива и наддувом по системе Бюхи. Диаметр его цилиндров составлял 300 мм при ходе поршня 380 мм. Передача вращающего момента от дизеля к колёсным парам должна была осуществляться с помощью электрической передачи постоянного тока, состоящая на каждой секции из тягового генератора, возбудителя и трёх тяговых электродвигателей, и аналогичная применяемым на других тепловозах (например, Ээл). Дизель с тяговым генератором соединялся с помощью упругой муфты.
Кабина и кузов Т17 впервые в практике отечественного тепловозостроения были выполнены без переходных площадок, полуобтекаемой формы, напоминающей форму кабины и кузова локомотивов 50-х годов (ТЭ3, ТЭ10, ТЭП60, ВЛ8). Тележки — со сбалансированным рессорным подвешиванием, рессоры размещены между осями. Диаметр колес был принят 1200 мм, что создавало предпосылки для последующей унификации колесных пар тепловозов и электровозов.
В целом проекту по параметрам был удивительно близок знаменитый послевоенный харьковский «Бычок» ТЭ2, построенный под руководством А. А. Кирнарского. Так, длина секции Т17 заложена 11,2 м (ТЭ2 — 11,3 м), расстояние между осями тележек 6 м (ТЭ2 — 6,2 м), база тележек 2,6 м (ТЭ2 — 2,25 м). Правда, конструкторские решения конкретных узлов и агрегатов у Т17 и ТЭ2 различны. Например, в холодильной камере Т17 предполагалось использовать укороченные секции, благодаря чему она была близка к крышевой, а основными агрегатами на ТЭ2 стали соответствующие по параметрам и уже освоенные промышленностью на момент начала выпуска агрегаты ТЭ1, очень близкие по параметрам.
Степень проработанности проекта Т17 позволяет сделать вывод, что уже в начале 40-х годов СССР мог начать выпуск тепловоза с мощностью 2х1000 и 2х1500 л.с., способного заменить паровоз ФД в грузовом движении.

## Судьба проекта
Тепловоз проекта Т17 был довольно прост в постройке, и, что весьма существенно, на его основе можно было создать трёхсекционный тепловоз мощностью уже 3000 л. с. — как у паровоза ФД20. Однако, все работы по разработке этого опережающего своё время тепловоза были прерваны начавшимися вскоре военными событиями.
Стоит отметить, что высока вероятность того, что проект Т17 был использован А. А. Кирнарским во второй половине 1940-х при создании тепловоза ТЭ2. На это, в частности, указывают их внешнее сходство, конструктивные особенности ТЭ2, и относительно короткий (около 1—2 лет) период разработки во многом революционного ТЭ2 практически «с нуля».